# Nadleśnictwo Daleszyce
Nadleśnictwo Daleszyce – jednostka organizacyjna Lasów Państwowych podległa Regionalnej Dyrekcji Lasów Państwowych w Radomiu. Siedziba nadleśnictwa znajduje się w Daleszycach, w powiecie kieleckim, w województwie świętokrzyskim.
Nadleśnictwo obejmuje część powiatu kieleckiego. Graniczy z Świętokrzyskim Parkiem Narodowym.

## Historia
Nadleśnictwo Daleszyce powstało w listopadzie 1918 i istniało przez cały okres międzywojenny. Podczas II wojny światowej tutejsze lasy mocno ucierpiały w wyniku rabunkowej gospodarki prowadzonej przez Niemców.
Po wojnie utworzono Nadleśnictwo Szczecno, w skład którego weszły lasy prywatne znacjonalizowane przez władze komunistyczne. 15 listopada 1972 Nadleśnictwo Szczecno przyłączono do Nadleśnictwa Daleszyce. 1 stycznia 1976 Nadleśnictwo Daleszyce zostało zlikwidowano, a należące do niego lasy włączono do Nadleśnictwa Łagów.
1 stycznia 1993 przywrócono Nadleśnictwo Daleszyce. Istniało ono do ponownej likwidacji 1 grudnia 2003, gdy zostało podzielone pomiędzy nadleśnictwa Łagów i Kielce. Jednocześnie Daleszyce zostały siedzibą Nadleśnictwa Kielce. Jednak już 1 stycznia 2007 Nadleśnictwo Daleszyce zostało przywrócone w poprzednich granicach.
Powierzchnia nadleśnictwa wynosi 12 414, 38 ha.

## Ochrona przyrody
Na terenie nadleśnictwa znajdują się trzy rezerwaty przyrody:
- Białe Ługi
- Cisów im. prof. Zygmunta Czubińskiego
- Radomice.

## Drzewostany
Typy siedliskowe lasów nadleśnictwa (z ich udziałem procentowym):
- lasy mieszane 47,28%
- bory mieszane 20,55%
- lasy 20,55%
- bory 11,62%

Gatunki lasotwórcze lasów nadleśnictwa (z ich udziałem procentowym):
- sosna 51%
- jodła 20%
- buk 8%
- brzoza 5%
- dąb 4%
- olsza 4%
- świerk 2%
- pozostałe 6%

Przeciętna zasobność drzewostanów nadleśnictwa wynosi 282 m³/ha, a średni wiek 77 lat.